# Brushfire Records
Brushfire Records is een platenlabel, gevestigd in Haleiwa, Hawaï en in 2002 gesticht door Jack Johnson. Het was ontstaan uit The Moonshine Conspiracy Records, dat bedoeld was om de soundtracks van Woodshed Films uit te brengen. Nadat Johnson zijn tweede studioalbum On and On nog uitbracht op The Moonshine Conspiracy Records, richtte hij samen met Emmett Malloy en zijn vrouw Kim Johnson Brushfire Records op en bracht hij alsnog zijn soundtracks hier op uit.

## Artiesten
- Jack Johnson (2002-heden)
- Donavon Frankenreiter (2002-2006)
- G. Love & Special Sauce (2006-heden)
- Animal Liberation Orchestra (2006-heden)
- Zach Gill (2006-heden)
- Matt Costa (2006-heden)
- Money Mark (2007-heden)
- Rogue Wave (2007-heden)
- Zee Avi (2008-heden)
- Mason Jennings (2008-heden)
- Neil Halstead (2008-heden)
- Bahamas (2011-heden)

## Soundtracks
- The September Sessions (2002)
- Thicker than Water (2003)
- Sprout (2005)
- Sing-a-Longs and Lullabies for the film Curious George (2006)
- A Brokedown Melody (2006)
- This Warm December: A Brushfire Holiday, Vol. 1 (2008)
- The Present (2009)
- 180° South (2009)
- This Warm December: A Brushfire Holiday, Vol. 2 (2011)